# Hela kändis-Sverige bakar – säsong 11
Hela kändis-Sverige bakar – säsong 11 är en spinoff-säsong av TV-programmet Hela Sverige bakar som hade premiär på TV4 och på TV4 Play den 4 april 2024. Programledare är Tina Nordström och juryn består av bagaren Johan Sörberg och konditorn Elisabeth Johansson. De 12 kändisarna som deltar i säsongen tävlar i par och bakar tillsammans.

## Tävlande
Nedan presenteras deltagarna från säsongen. Informationen om deltagarna gäller när säsongen spelades in.
- Lag 1: Martin Lidberg & Micael Dahlen
- Lag 2: Anna Blomberg & Emma Molin
- Lag 3: Gunilla von Platen & Bathina Philipson
- Lag 4: Julia Franzén & Bingo Rimér
- Lag 5: Linda Pira & Jasmine Gustafsson
- Lag 6: Pablo Leiva Wenger & Felipe Leiva Wenger (vinnare)